# Кулюшкино
Кулюшкино (рос. Кулюшкино) — присілок в Жиздринському районі Калузької області Російської Федерації.
Населення становить 1 особу. Входить до складу муніципального утворення Село Огорь.

## Історія
Від 2004 року входить до складу муніципального утворення Село Огорь

## Населення
| 2002 | 2010 |
| ---- | ---- |
| 4    | ↘1   |